# Cima Dura
La Cima Dura (3.135 m s.l.m. - Durreck in tedesco) è una montagna del Gruppo del Venediger nelle Alpi dei Tauri occidentali. Si trova Trentino-Alto Adige (provincia di Bolzano).

## Caratteristiche
La montagna è collocata tra la Valle Aurina e la Valle di Riva. Fa parte della piccola porzione italiana del Gruppo del Venediger degli Alti Tauri.